# RAF Wildenrath
RAF Wildenrath was een RAF steunpunt dat in januari 1952 operationeel werd.  Het was een van de 4 rotatie bases die vanaf de beginjaren ’50 van de vorige eeuw door de RAF in het uiterste westen van Duitsland werden gebruikt. De andere rotatie bases waren:
- RAF Laarbruch vanaf oktober 1954
- RAF Brüggen vanaf mei 1953
- RAF Wildenrath vanaf januari 1952
- RAF Geilenkirchen vanaf mei 1953

De locaties van deze bases lagen nagenoeg tegen grens van de Nederlandse provincie Limburg en omdat ze niet ver uit elkaar lagen kwamen ze allen onder bevel van NAVO ‘s  2e Allied Tactical Air Force (2ATAF).
Op RAF Wildenrath waren de volgende eenheden gelegerd:
- 14 squadron van 1960-1970
- 17 squadron van 1962-1970
- 19 squadron vanaf oktober 1976
- 92 squadron vanaf april 1977
- 60 squadron vanaf  mei 1974
- 25 squadron van 1971-1983

14 Sqn vloog met de BI8 Canberra in de nucleaire aanvalsrol; hun oude opstellingen zijn goed zichtbaar ten zuiden van de oude hoofdpoort.
17 sqn vloog met de PR7 Canberra in de trainingsrol. 
19 en 92 sqn vlogen met de Phantom FGR.2 in de luchtverdedigingsrol.
60 squadron was de verbindingsvlucht en vloog eerst met de Hunting Percival Pembroke en vanaf medio jaren ’80 met de Hawker Siddeley Andover. Het squadron fungeerde niet alleen als basisvlucht voor alle bezoekende NAVO-toestellen maar maakte, als ze over de luchtwegen naar Berlijn vlogen, ook verkenningsfoto’s van Russische en Oost Duitse eenheden. 
25 sqn was belast met de basis luchtverdediging en uitgerust met het Bristol Bloodhound-raketsysteem; de eenheid had een vlucht van 2 secties operationeel.
Wildenrath is nu veel kleiner en gemengd met Javelin Barracks/Elmpt Station, het vroegere RAF Brüggen. Voor het grootste deel wordt Wildenrath door militairen bewoond; er staan legeringsfaciliteiten voor het NAVO-hoofdkwartier en voor Javelin Barracks/Elmpt Station. De startbaan bestaat maar wordt niet gebruikt en is ongeschikt voor vliegoperaties. Er is geen poging gedaan om de basis om te bouwen in een commerciële luchthaven zoals Niederrhein/Weeze, het vroegere RAF Laarbruch. Bijna alle grote gebouwen zijn gesloopt. Er is nog een kleine NAAFI shop beschikbaar op de plaats waar vroeger de YWCA stond. De bioscoop werd in 2005 gesloopt. De gemeenschap beschikt verder over een jeugdclub, kapper, pub/club/bar en een bibliotheek. Tot 2006 bestond een YWCA shop en café maar dit werd opgeheven toen de YWCA de krijgsmacht verliet.
De startbaan en het bijbehorend complex worden nu gebruikt door Siemens AG als auto- en treintestbaan en heet nu Wegberg-Wildenrath Test Center.